# Kanton Noisy-le-Grand
Kanton Noisy-le-Grand is een kanton van het Franse departement Seine-Saint-Denis. Kanton Noisy-le-Grand maakt deel uit van het arrondissement Le Raincy en telt 64.142 inwoners (1999).

## Gemeenten
Het kanton Noisy-le-Grand omvat de volgende gemeenten:
- Gournay-sur-Marne
- Noisy-le-Grand (hoofdplaats)

Bij de herindeling van de kantons in 2014 werd het niet gewijzigd.